# Giorgio Bocca

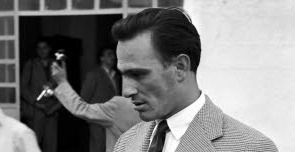
Giorgio Bocca

Giorgio Bocca (* 28. August 1920 in Cuneo; † 25. Dezember 2011 in Mailand) war ein italienischer Schriftsteller und Journalist.

## Leben
In seiner Jugend war Bocca wie viele seiner Altersgenossen ein begeisterter Anhänger Mussolinis und arbeitete eine Zeit lang für die örtliche faschistische Wochenzeitung La Provincia Grande - Sentinella d'Italia.
Anfang 1943 distanzierte er sich vom Faschismus und schloss sich der Resistenza an. Er war, zusammen mit Männern wie Tancredi Duccio Galimberti, Dante Livio Bianco und Benedetto Dalmastro, einer der Gründer der Partisanenbewegung Giustizia e Libertà und Kommandant der 10. Division, die im Piemont kämpfte.
Gegen Ende des Krieges nahm er wieder seine journalistische Tätigkeit auf und schrieb für die Zeitung der Organisation. Nach dem Krieg schrieb er für die Zeitungen Gazzetta del Popolo und Il Giorno und die Zeitschrift L’Europeo.
Durch die Arbeit als Journalist kam er auch zu seinem schriftstellerischen Wirken. Hauptaugenmerk seiner Arbeit war die Beleuchtung sozialer und gesellschaftlicher Hintergründe, die seiner Meinung nach die Ursachen für die soziale Krise und den daraus keimenden Terrorismus im Italien der 1970er Jahre waren.
Große Bekanntheit erlangten vor allem seine Bücher über den Terrorismus und seine Interviews mit den Protagonisten. Außerdem schrieb er mehrere Bücher über historische Themen, darunter auch einige über die Partisanenbewegung, der er ja selbst angehört hatte.
In den letzten Jahren trat er vermehrt als Kritiker der Globalisierung, des Aufstiegs von Silvio Berlusconi und der Außenpolitik der USA in Erscheinung.